# سلام دانك (منافسة)
مسابقة إن بي أيه سلام دانك هي مسابقة سنوية للرابطة الوطنية لكرة السلة (NBA) تقام خلال عطلة نهاية الأسبوع إن بي أيه أول ستار. كتبت مجلة سبورتس اليستريتيد "كانت مسابقة الغطس أفضل اختراع في فترة الاستراحة بين الشوطين منذ الحمام".

## تاريخ

### مسابقة أيه بي أيه سلام دانك لعام 1976
أقيمت أول مسابقة سلام دانك على الإطلاق في 27 يناير 1976، في ملعب ماكنيكولز الرياضي في دنفر خلال فترة الاستراحة بين شوطي مباراة أيه بي أيه أول ستار لعام 1976، وهي آخر مباراة كل النجوم في الدوري قبل اكتمال اندماج إن بي أيه و أيه بي أيه.  في ظل المشاكل المالية والصراع مع اتحاد كرة السلة الأميركي على المشاهدين، بدأت رابطة كرة السلة الأميركية مسابقة السلام دانك كحيلة لجذب المشاهدين على مستوى البلاد.   في كتاب تذكر رابطة البيسبول الأمريكية، يتذكر جيم بوكاتا: "كنا نجلس في المكتب ذات يوم، نناقش أمورًا من شأنها أن تجذب المزيد من الناس، وفجأة خطرت لنا فكرة... كان جوليوس [إيرفينج] هو من أعطانا فكرة أننا رابطة المتزلجين. لذا قلنا، "حسنًا، إذا كانت هذه هي الحالة، فلنقم بمسابقة". كان الأمر بهذه البساطة حقًا... ثلاثة رجال يتحدثون عما يمكننا فعله لبيع المزيد من التذاكر".  كان بوكاتا مدير التسويق والعلاقات العامة في رابطة البيسبول الأمريكية.  وكان الاثنان الآخران في الغرفة هما مدير التمويل في الدوري جيم كيلر وكارل شير، المدير العام لفريق دنفر ناجتس الذي استضاف مباراة كل النجوم.
كان هناك تنسيق يجب على كل متسابق اتباعه حيث يجب عليهم محاولة القيام بخمس غطسات متتالية في أقل من دقيقتين، مع توقف الساعة بعد كل رمية للسماح للاعب بالتخطيط لمحاولته التالية.  كانت إحدى الغطسات المطلوبة من وضع الوقوف تحت السلة، وأخرى من مسافة عشرة أقدام بعيدًا عن السلة في حارة الرمية الحرة.   كانت الغطسات الثلاث التالية المطلوبة عبارة عن أوضاع حرة، واحدة قادمة من الجانب الأيسر للسلة، وواحدة قادمة من الجانب الأيمن للسلة، وأخيرًا من أي زاوية على طول خط الأساس إلى السلة.   في المسابقة، تم الإعلان عن أن المتنافسين تم الحكم عليهم على أساس القدرة الفنية، وتدفق الجسم، واستجابة المعجبين، والخيال، وحصلوا على ما يصل إلى عشر نقاط في كل فئة.  تم تقديم جوائز بقيمة 1200 دولار أمريكي من قبل فريق دنفر ناجتس ومحطة راديو KHOW. 